# Liberty Hyde Bailey
Liberty Hyde Bailey (15. března 1858 South Haven, Michigan – 15. prosince 1954 Ithaca, New York) byl americký botanik.

## Život akariéra
Bailey studoval a vyučoval na Michigan Agricultural College (nyní Michiganská státní univerzita) a později na Cornell University, kde byl vedoucím oddělení agrárních věd. Byl spoluzakladatelem American Society for Horticultural Science.
Je po něm pojmenován rostlinný rod Baileya z čeledi Asteraceae a Liberbaileya z čeledi Arecaceae.
Jeho jméno nese také časopis Baileya.

## Dílo (výběr)
- The Principles of Fruit-Growing (1897)
- The Nursery Book (1897)
- Plant-Breeding (1897)
- The Pruning Manual (1898)
- Sketch of the Evolution of our Native Fruits (1898)
- Principles of Agriculture (1898)
- The Principles of Vegetable Gardening (1901)
- The State and the Farmer (1908)
- The Nature Study Idea (1909)
- The Training of Farmers (1909)
- Manual of Gardening (1910)
- The Outlook to Nature (1911)
- The Country Life Movement (1911)
- The Practical Garden Book (1913)